# K.u.k. FB 1
Die Dampflokomotive kkStB FB 1 war eine Schmalspur-Tenderlokomotive der k.u.k. Feldbahn.
Diese kleine Lokomotive mit 700 mm Spurweite wurden von Decauville 1901 als erste Probelokomotive für die k.u.k Feldbahn gefertigt, da in Österreich keine solche Lokomotive zu bekommen war.
Die k.u.k. Feldbahn führte mit der Maschine einen Probebetrieb am Übungsgelände der Pferdefeldbahn bei Korneuburg durch. Dieser verlief zwar, was die Lokomotive betraf, durchaus positiv, allerdings musste für einen zukünftigen Lokomotiv-Feldbahnbetrieb der Oberbau verstärkt werden. Infolgedessen wurden weitere Probelokomotiven von österreich-ungarischen Lokomotivfabriken geordert, die wesentlich stärker als die Nr. 1 waren.
Die Nr. 1 kam 1920 an die Forst- und Domänendirektion Wien, war von 1921 bis 1922 bei der Waldbahn Weidling–Rotgraben im Einsatz und wurde 1925 zerlegt.